# Constantin Starck
Constantin Starck, auch Konstantin Starck, (* 18. Februarjul. / 2. März 1866greg. in Riga; † 22. August 1939 in Berlin; vollständiger Name: Karl Constantin Starck) war ein deutschbaltischer Bildhauer und Medailleur.

## Leben
Starck studierte von 1885 bis 1887 an der Stuttgarter Kunstakademie (bei Nikolai von Grünewaldt und Karl Donndorf) und von 1887 bis 1891 an der Berliner Kunstakademie (bei Albert Wolff, Fritz Schaper und Ernst Herter), wo er anschließend bis 1898 Meisterschüler bei Reinhold Begas war.
Auf der Großen Berliner Kunstausstellung 1904 wurde Starck mit einer Kleinen Goldmedaille ausgezeichnet. 1908 wurde er zum Mitglied der Preußischen Akademie der Künste berufen, ab 1923 war er Senator der Akademie. Bis 1910 lehrte er an der Unterrichtsanstalt des Kunstgewerbemuseums Berlin.
Der Maler Johannes Starck (* 1862) war sein Bruder, die Malerin und Textildesignerin Helene Starck (* 1902) war seine Tochter.
Kurz nach der „Machtergreifung“ durch die Nationalsozialisten schuf er eine Büste Adolf Hitlers, über die im Mai 1933 in vielen Zeitungen berichtet wurde.

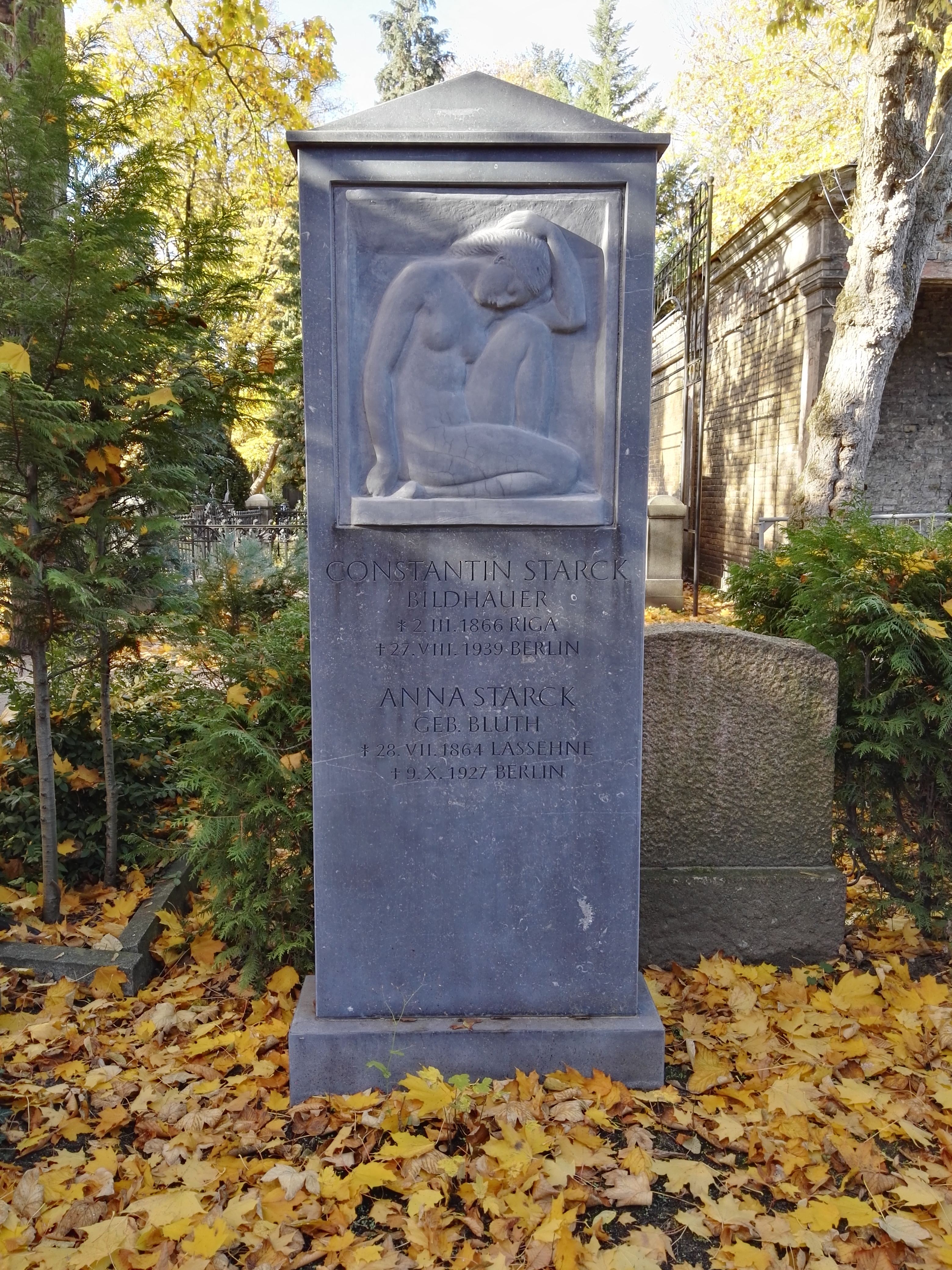
Grabstein

Starck starb 1939 im Alter von 73 Jahren in Berlin und wurde auf dem Friedhof II der Sophiengemeinde Berlin in Berlin-Mitte bestattet.

## Werk
Viele Arbeiten von Constantin Starck finden sich als Kunst im öffentlichen Raum. Bekannt sind unter anderem:
- um 1910: Figurengruppe Lyrik am Stadttheater Posen
- 1912: Kinderbrunnen am Barbarossaplatz in Berlin-Schöneberg (im Zweiten Weltkrieg zerstört, 1989 durch den Bildhauer Heinz Spilker neu errichtet)[5]
- 1913: Diana (Bronze im Kleistpark Berlin)[6]
- 1926–1927: Brunnenfigur am Barbarossabrunnen in Berlin-Reinickendorf, Olwenplatz[7]
- 1928: Flötenspieler und Daphne (Mädchen mit Oleanderzweig) im Botanischen Garten in Berlin-Dahlem[8][9][10]
- Flötenspieler im Verwaltungsgebäude des Bezirksamts Wilmersdorf in Berlin-Wilmersdorf, Bundesallee 1–12[11][12]
- 1930: Tennisspielerin in Hannover (Geschenk der Fritz-Behrens-Stiftung an die Stadt Hannover, 1935 auf dem Gelände des Deutschen Tennis Vereins Hannover aufgestellt)[13]
- 1935: Golfspielerin in Hannover (von der Fritz-Behrens-Stiftung finanziert und 1959 im Stadtpark aufgestellt)[13]

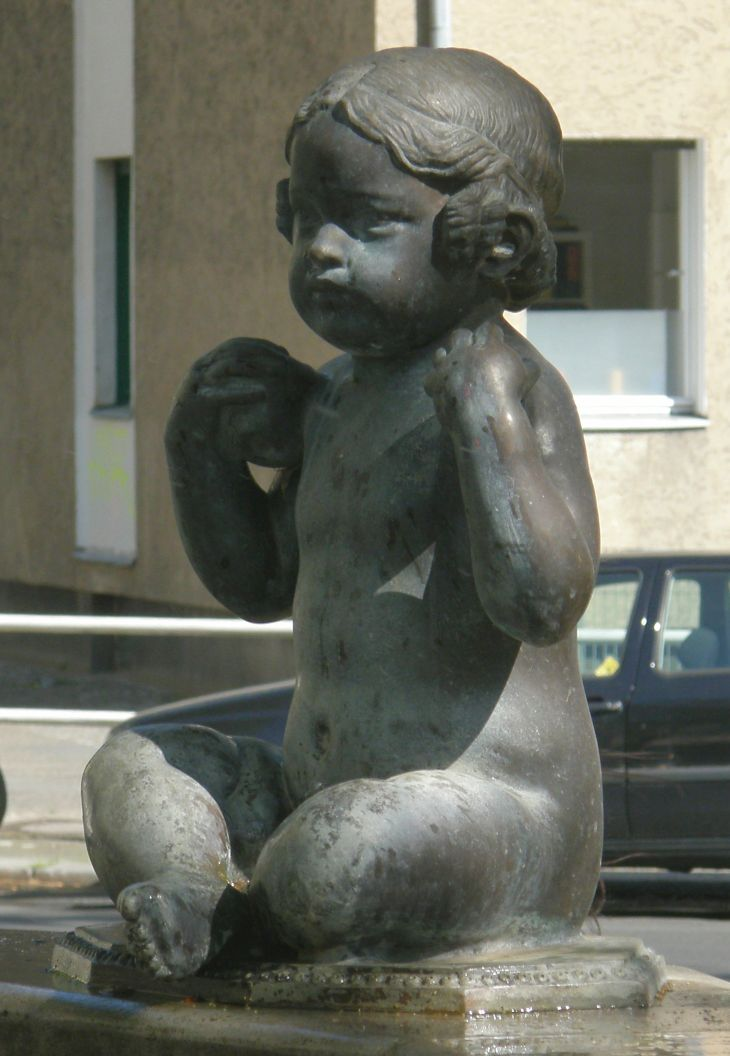
Figur am Kinderbrunnen in Berlin-Schöneberg
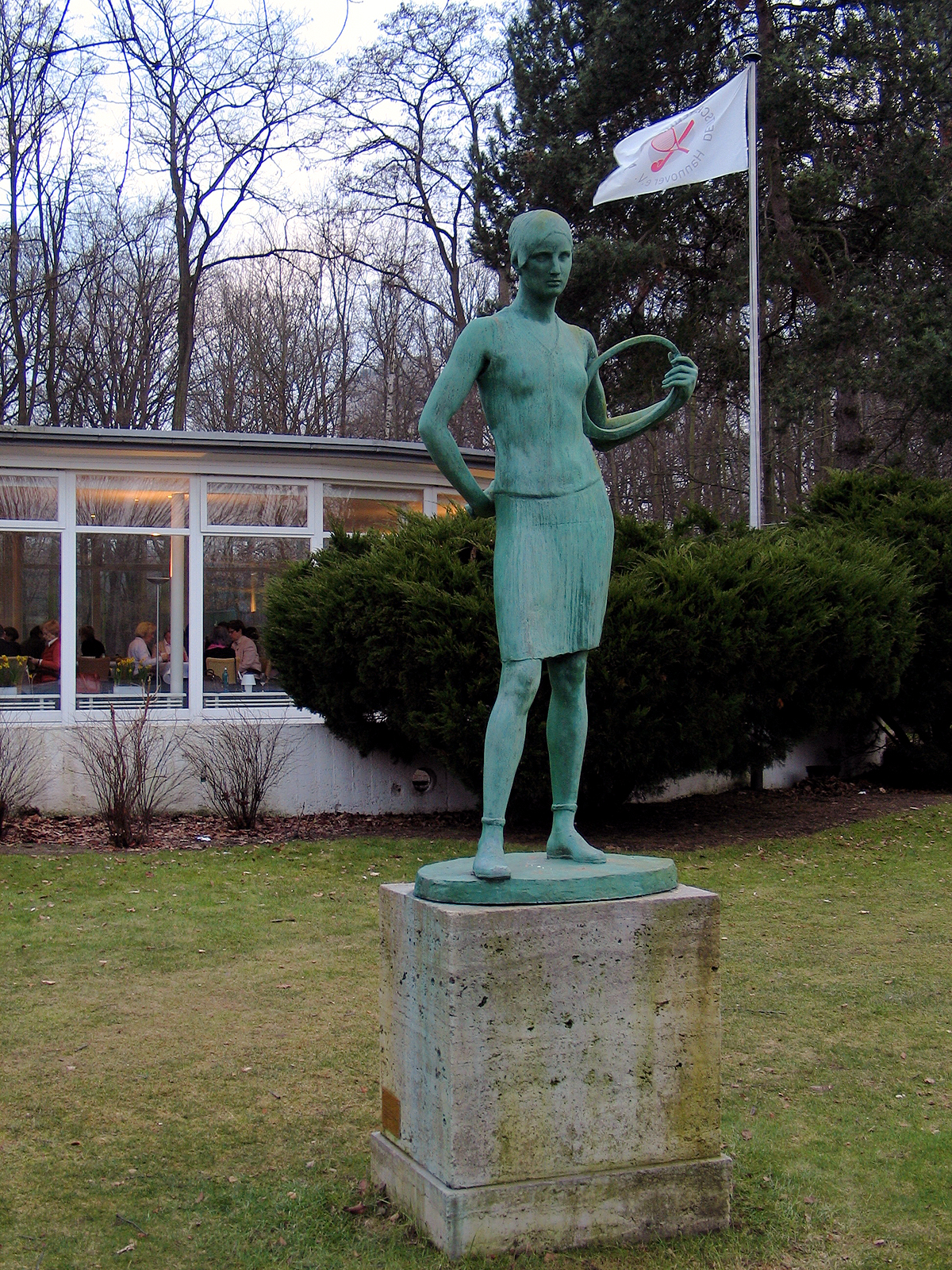
Tennisspielerin in Hannover
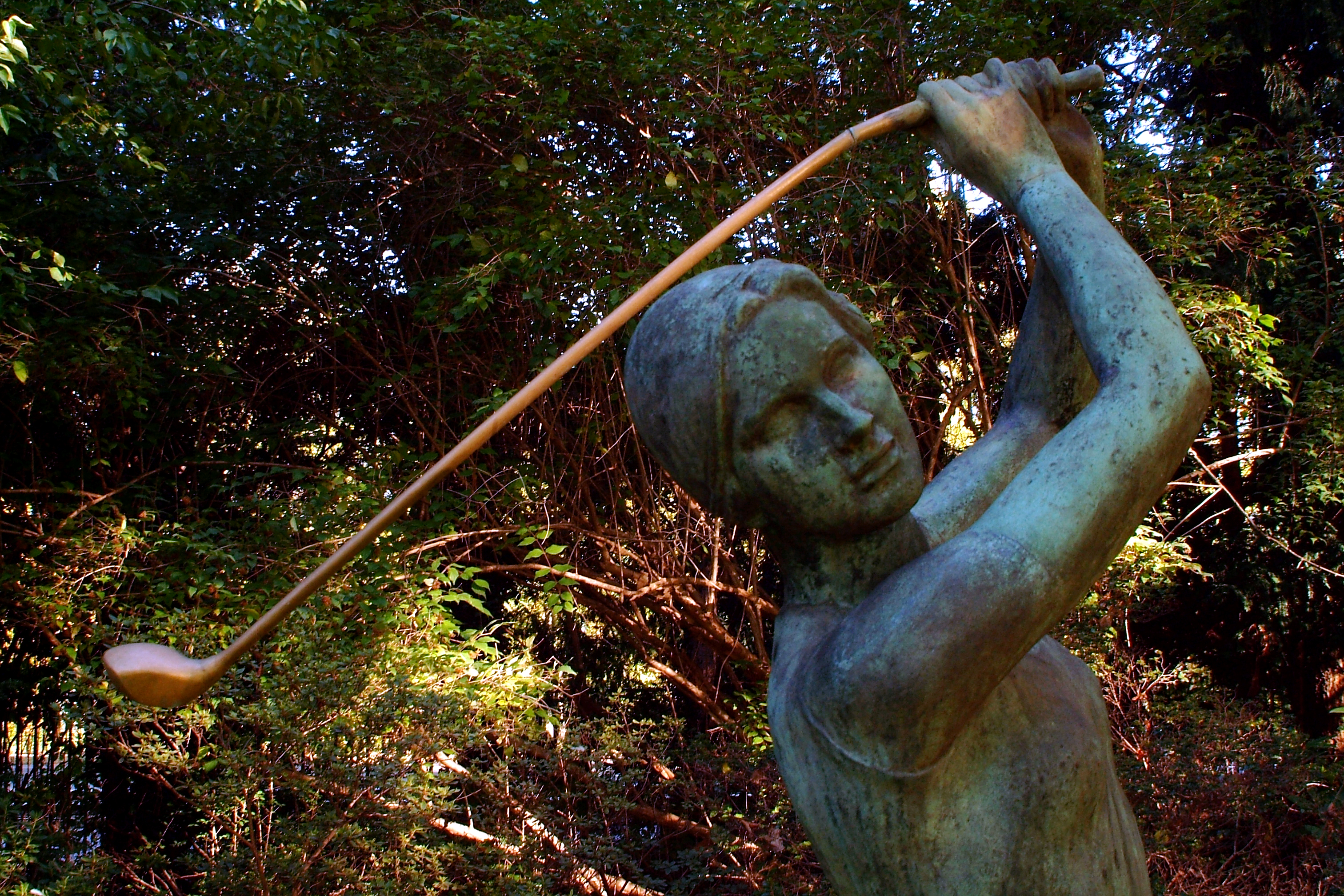
Golfspielerin im Stadtpark von Hannover
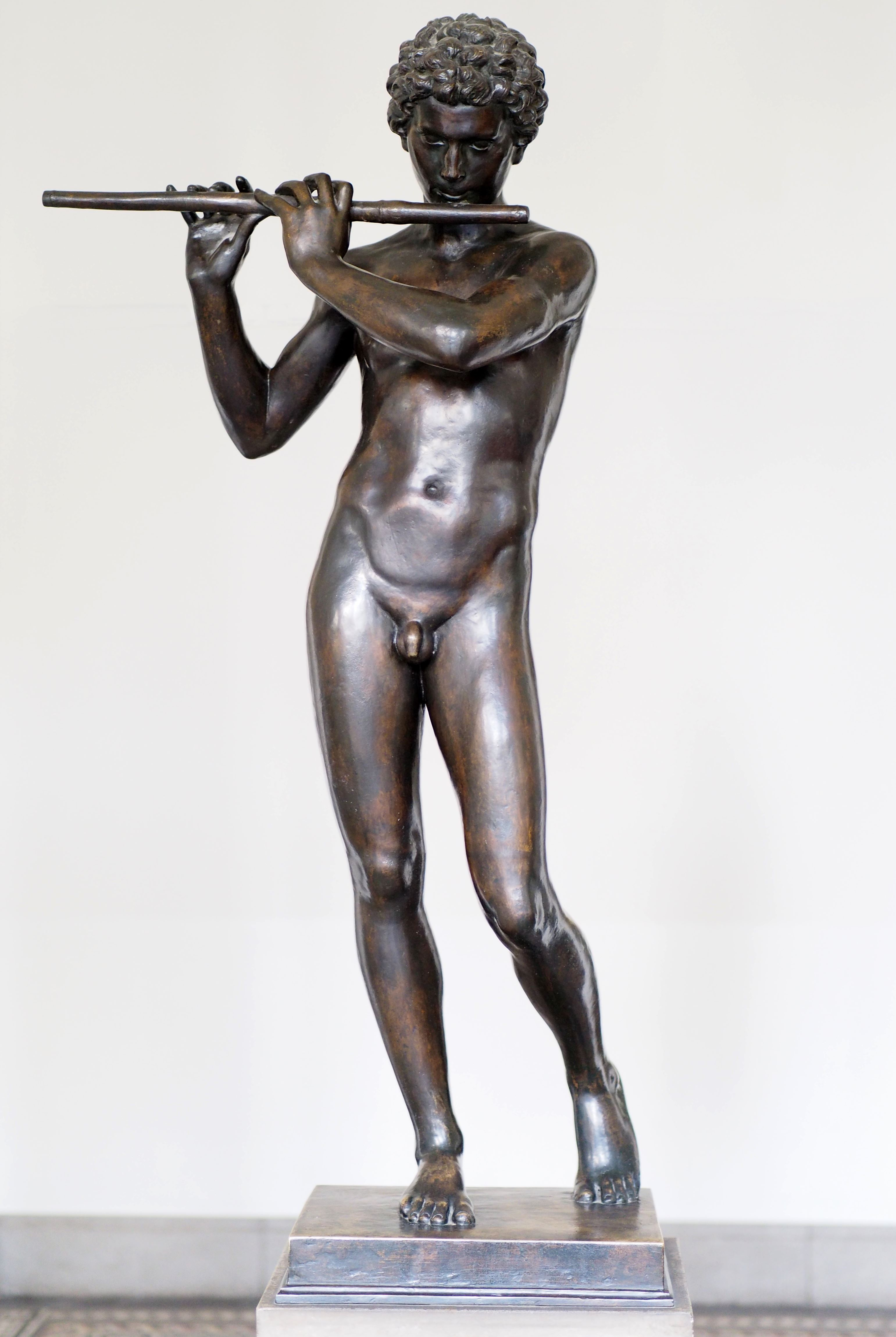
Flötenspieler im Foyer des Bezirksamts in Berlin-Wilmersdorf